# Mutga, Chitapur
Mutga là một làng thuộc tehsil Chitapur, huyện Gulbarga, bang Karnataka, Ấn Độ.